# Haliclona conica
Haliclona conica är en svampdjursart som först beskrevs av Thiele 1905.  Haliclona conica ingår i släktet Haliclona och familjen Chalinidae. Inga underarter finns listade i Catalogue of Life.